# Regarding Henry
Regarding Henry (bra: Uma Segunda Chance; prt: O Regresso de Henry) é um filme estadunidense de 1991, do gênero drama romântico, dirigido por Mike Nichols, com roteiro de J. J. Abrams.
O filme é estrelado por Harrison Ford como um advogado de Nova York de uma família disfuncional que luta para recuperar sua memória, fala e mobilidade, perdidas após levar uma bala perdida. O elenco de apoio inclui Annette Bening, Mikki Allen, Bill Nunn, Rebecca Miller, Bruce Altman e Elizabeth Wilson. Ford já havia atuado como advogado no filme Presumed Innocent.
O filme estreou em 800 cinemas nos Estados Unidos em 12 de julho de 1991 e arrecadou US$ 6 milhões em seu fim de semana de estreia, ocupando a 7ª posição nas bilheterias. Acabou ganhando US$ 43,001,500 nos mercados domésticos.
Roger Ebert, do Chicago Sun-Times, classificou o filme em duas de quatro estrelas e comentou: "Existe possivelmente um bom filme a ser encontrado em algum lugar dentro desta história, mas Mike Nichols não encontrou em Regarding Henry. Este é um filme de invenção óbvia e superficial, que visa sem desculpas para fáceis recompensas emocionais, e tenta manipular o público com reviravoltas que pertencem a uma comédia". Ebert também descreveu o modo como faz uma conexão entre o biscoitos Ritz Crackers e o hotel Ritz-Carlton (que revela que o caso de Henry, na verdade, estava profundamente enraizado em suas memórias aparentemente perdidas) como "especialmente irritante", aparentemente considerando-o cômico. Rita Kempley, do The Washington Post, chamou o filme de "um verdadeiro comercial para a correção política por meio da violência aleatória nas ruas", enquanto Peter Travers, da Rolling Stone, descreveu-o como um filme que "tem um jeito de banalizar as grandes questões que ele levanta vigorosamente". No entanto, ele elogiou o desempenho da Ford. A Variety, no entanto, chamou o filme de "uma viagem emocional sutil impecavelmente orquestrada pelo diretor Mike Nichols e agudamente bem representada". O filme atualmente detém uma classificação de 44% no Rotten Tomatoes com base em 29 comentários.

## Sinopse
Ambicioso, insensível, narcisista e às vezes antiético, Henry Turner é um advogado bem-sucedido de Manhattan que perde a memória após um tiroteio e, durante a recuperação, acaba se tornando muito mais amável do que antes.

## Elenco
- Harrison Ford como Henry Turner
- Annette Bening como Sarah Turner
- Mikki Allen como Rachel Turner
- Bill Nunn como Bradley
- Rebecca Miller como Linda
- Bruce Altman como Bruce
- Elizabeth Wilson como Jessica
- Donald Moffat como Charlie Cameron
- John Leguizamo como ladrão da loja de conveniência
- Robin Bartlett como Phyllis
- James Rebhorn como Dr. Sultan
- J. J. Abrams como garoto da entrega (como Jeffrey Abrams)